# Urostylida
Ordre
Les Urostylida sont un ordre de Ciliés de la classe des Hypotrichea.

## Liste des familles
Selon GBIF (11 février 2023) :
- Bakuellidae
- Holostichidae Fauré-Fremiet, 1961 ⇔ Urostylidae
- Kahliellidae Tuffrau, 1979
- Pseudokeronopsidae Borror & Wicklow, 1983
- Pseudourostylidae Jankowski, 1979
- Psilotrichidae Bütschli, 1889
- Rigidothrichidae
- Trachelostylidae Small & Lynn, 1985
- Urostylidae Bütschli, 1889

## Systématique
Le nom valide de ce taxon est Urostylida Jankowksi, 1979.